# لوبانغو
لوبانغو هي عاصمة المقاطعة الأنغولية هويلا. بحسب الإحصاء الأخير يبلغ عدد سكان المدينة 757 100. حتى عام 1975، كان اسم المدينة الرسمي سا دا بانديرا. وتعتبر المدينة أبرد مدينة في أنغولا. ، مع درجة حرارة وصلت ل-2.

## المناخ
يظهر الجدول التالي التغييرات المناخية على مدار السنة للوبانغو:
| البيانات المناخية لـلوبانغو        | البيانات المناخية لـلوبانغو | البيانات المناخية لـلوبانغو | البيانات المناخية لـلوبانغو | البيانات المناخية لـلوبانغو | البيانات المناخية لـلوبانغو | البيانات المناخية لـلوبانغو | البيانات المناخية لـلوبانغو | البيانات المناخية لـلوبانغو | البيانات المناخية لـلوبانغو | البيانات المناخية لـلوبانغو | البيانات المناخية لـلوبانغو | البيانات المناخية لـلوبانغو | البيانات المناخية لـلوبانغو |
| الشهر                              | يناير                       | فبراير                      | مارس                        | أبريل                       | مايو                        | يونيو                       | يوليو                       | أغسطس                       | سبتمبر                      | أكتوبر                      | نوفمبر                      | ديسمبر                      | المعدل السنوي               |
| ---------------------------------- | --------------------------- | --------------------------- | --------------------------- | --------------------------- | --------------------------- | --------------------------- | --------------------------- | --------------------------- | --------------------------- | --------------------------- | --------------------------- | --------------------------- | --------------------------- |
| الدرجة القصوى °م (°ف)              | 30.1 (86.2)                 | 30.7 (87.3)                 | 30.1 (86.2)                 | 29.1 (84.4)                 | 29.8 (85.6)                 | 28.1 (82.6)                 | 27.7 (81.9)                 | 30.1 (86.2)                 | 31.4 (88.5)                 | 34.4 (93.9)                 | 32.0 (89.6)                 | 31.1 (88.0)                 | 34.4 (93.9)                 |
| متوسط درجة الحرارة الكبرى °م (°ف)  | 25.0 (77.0)                 | 24.6 (76.3)                 | 24.6 (76.3)                 | 24.9 (76.8)                 | 24.8 (76.6)                 | 23.6 (74.5)                 | 24.2 (75.6)                 | 26.2 (79.2)                 | 28.2 (82.8)                 | 28.0 (82.4)                 | 26.3 (79.3)                 | 25.3 (77.5)                 | 25.5 (77.9)                 |
| المتوسط اليومي °م (°ف)             | 19.0 (66.2)                 | 18.8 (65.8)                 | 18.8 (65.8)                 | 18.7 (65.7)                 | 17.3 (63.1)                 | 15.8 (60.4)                 | 16.2 (61.2)                 | 18.6 (65.5)                 | 20.8 (69.4)                 | 20.7 (69.3)                 | 19.8 (67.6)                 | 19.2 (66.6)                 | 18.6 (65.5)                 |
| متوسط درجة الحرارة الصغرى °م (°ف)  | 13.1 (55.6)                 | 12.9 (55.2)                 | 13.0 (55.4)                 | 12.5 (54.5)                 | 9.8 (49.6)                  | 7.9 (46.2)                  | 8.3 (46.9)                  | 11.0 (51.8)                 | 13.4 (56.1)                 | 13.4 (56.1)                 | 13.2 (55.8)                 | 13.2 (55.8)                 | 11.8 (53.2)                 |
| أدنى درجة حرارة °م (°ف)            | 5.3 (41.5)                  | 5.4 (41.7)                  | 2.0 (35.6)                  | 3.2 (37.8)                  | 0.6 (33.1)                  | −1.0 (30.2)                 | −1.0 (30.2)                 | 0.0 (32.0)                  | 4.6 (40.3)                  | 4.1 (39.4)                  | 5.1 (41.2)                  | 3.9 (39.0)                  | −1.0 (30.2)                 |
| الهطول مم (إنش)                    | 139.7 (5.50)                | 152.8 (6.02)                | 171.6 (6.76)                | 93.5 (3.68)                 | 5.5 (0.22)                  | 0.1 (0.00)                  | 0.0 (0.0)                   | 0.4 (0.02)                  | 4.3 (0.17)                  | 70.4 (2.77)                 | 118.0 (4.65)                | 152.6 (6.01)                | 909.0 (35.79)               |
| متوسط أيام هطول الأمطار (≥ 0.1 mm) | 15                          | 14                          | 17                          | 10                          | 1                           | 0                           | 0                           | 0                           | 2                           | 10                          | 14                          | 17                          | 100                         |
| متوسط الرطوبة النسبية (%)          | 65                          | 67                          | 69                          | 63                          | 47                          | 40                          | 34                          | 30                          | 33                          | 49                          | 59                          | 63                          | 52                          |
| ساعات سطوع الشمس الشهرية           | 164.3                       | 163.9                       | 173.6                       | 204.0                       | 272.8                       | 285.0                       | 282.1                       | 282.1                       | 240.0                       | 213.9                       | 207.0                       | 201.5                       | 2٬690٫2                     |
| ساعات سطوع الشمس اليومية           | 5.3                         | 5.8                         | 5.6                         | 6.8                         | 8.8                         | 9.5                         | 9.1                         | 9.1                         | 8.0                         | 6.9                         | 6.9                         | 6.5                         | 7.4                         |
| المصدر: الأرصاد الجوية الألمانية   |                             |                             |                             |                             |                             |                             |                             |                             |                             |                             |                             |                             |                             |

## أعلام
- ماريو بيلارمينو
- آنا باولا ريبيرو تافاريس
- ماركو آبرو